# Centaurium favargeri
Centaurium favargeri är en gentianaväxtart som beskrevs av Zeltner. Centaurium favargeri ingår i släktet aruner, och familjen gentianaväxter. Inga underarter finns listade i Catalogue of Life.